# Lijst van beschermd erfgoed in de gemeente Feulen
In deze lijst van beschermd erfgoed in de gemeente Feulen zijn alle geclassificeerde nationale monumenten van de Luxemburgse gemeente Feulen opgenomen.

## Monumenten per plaats

### Feulen
| Object                             | Bouwjaar/architect | Locatie | Datum beschermd?      | Coördinaten | Afbeelding |
| ---------------------------------- | ------------------ | ------- | --------------------- | ----------- | ---------- |
| Parochiekerk van Feulen en kerkhof |                    |         | 28 december 1961 (MN) |             |            |

### Oberfeulen
| Object | Bouwjaar/architect | Locatie          | Datum beschermd?      | Coördinaten | Afbeelding |
| ------ | ------------------ | ---------------- | --------------------- | ----------- | ---------- |
| Huis   |                    | route d'Arlon 16 | 11 november 1986 (IS) |             |            |

## Bron
- Liste des immeubles et objets classés monuments nationaux ou inscrits à l'inventaire supplémentaire